# La Belle Électrique
La Belle Électrique est une salle de concert située sur l'esplanade Andry-Farcy à Grenoble dans le quartier Bouchayer-Viallet. Imaginée et mise en place par l'association MixLab, elle est mise en service le 10 janvier 2015. C'est une salle de concert le soir mais c'est également un bar-restaurant de 80 couverts ouvert les midis du lundi au vendredi.

## La salle
Conçue en 2006 par le cabinet d’architecte Hérault Arnod Architectures basé dans la banlieue parisienne, le chantier démarre en 2012 à proximité immédiate du Magasin des horizons. Le but était d'obtenir un bâtiment spécialisé dans la diffusion de musiques amplifiées. Le complexe emploie 24 personnes et peut accueillir au maximum 1 015 spectateurs. Dans un volume à cinq branches et une superficie de 2 287 m2, on peut y distinguer quatre espaces différents :
- La grande salle constituée d'une scène, d'une fosse, de gradins fixes et d'un bar. Environ 900 personnes peuvent s'y tenir.
- Le bar restaurant : Il se situe au rez-de-chaussée et a une capacité de 60 couverts.
- Le chill-out : C'est un espace de détente de 100 m2 avec un accès aux balcons extérieurs.
- La salle de réunion réservée au personnel.

Depuis février 2020, son toit accueille la plus grande toiture photovoltaïque citoyenne de la métropole grenobloise d’une puissance de 100 kWc.

## La programmation

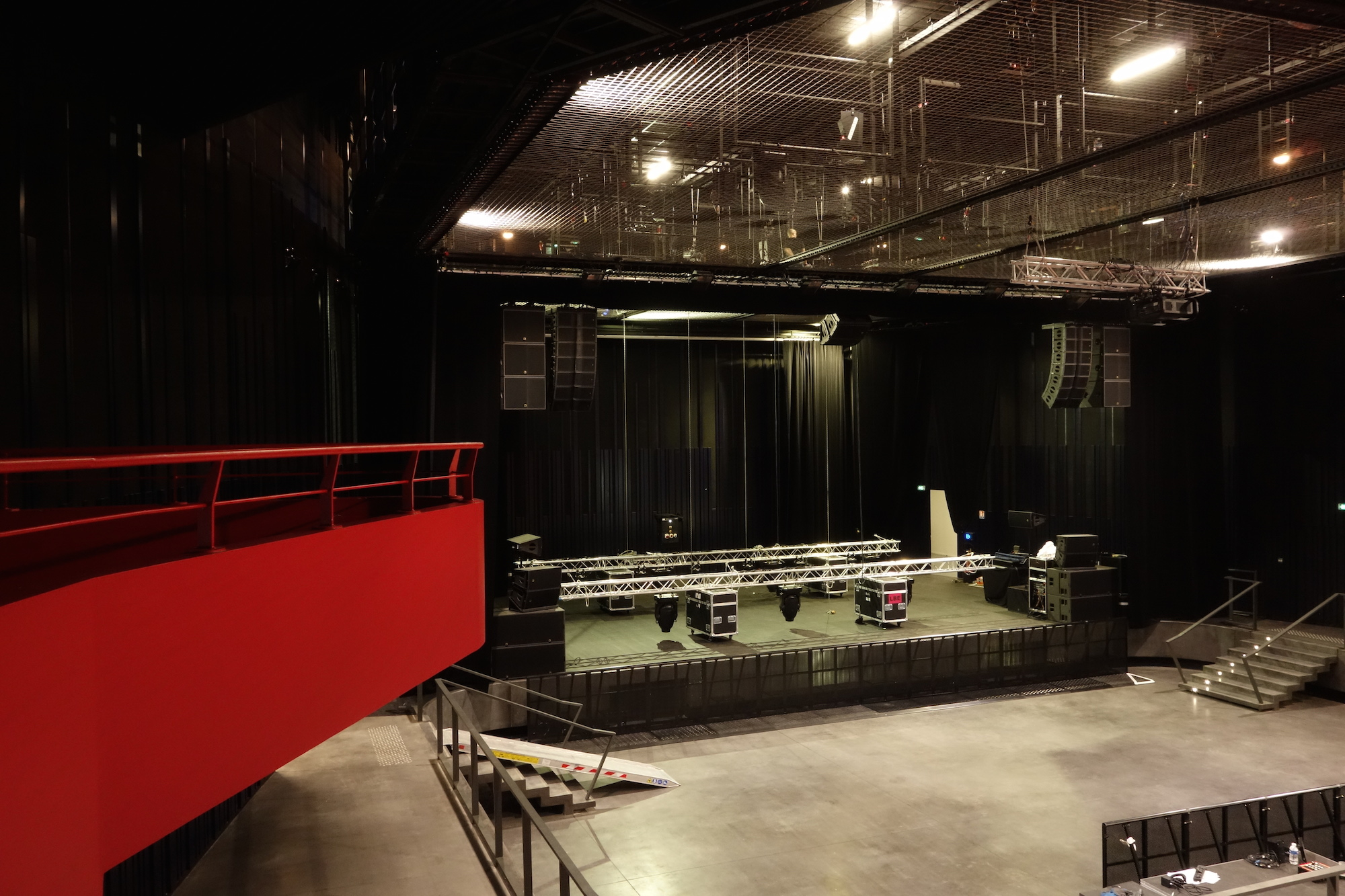
La grande salle.

Les concerts proposés sont généralement des musiques contemporaines amplifiées de style rock, Musique soul, funk, rap, Hip-hop, ou encore pop. Mais les musiques électroniques restent les plus courantes. La salle accueille également des collectifs locaux et des nouveaux artistes.

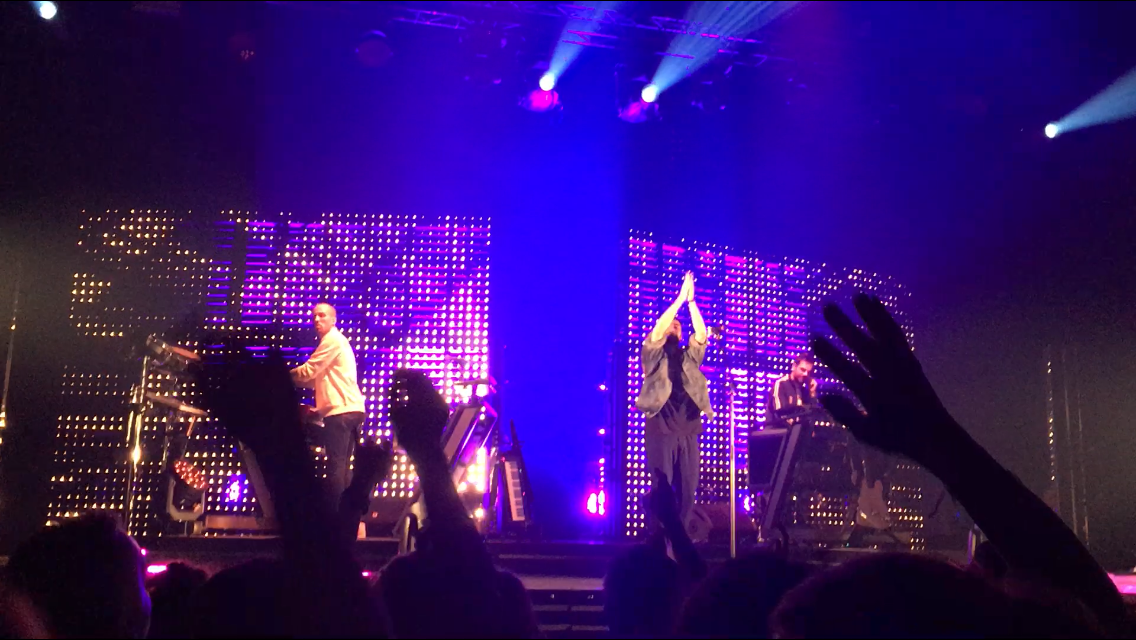
Photo du concert de Synapson à La Belle Électrique le 25/10/2018.

La programmation englobe des concerts, des soirées clubbing et parfois des ateliers, des expositions ou encore des festivals. On compte environ 120 événements par an dont 70 concerts, 35 soirées électro et une quinzaine de privatisations dédiées à différents spectacles et animations.

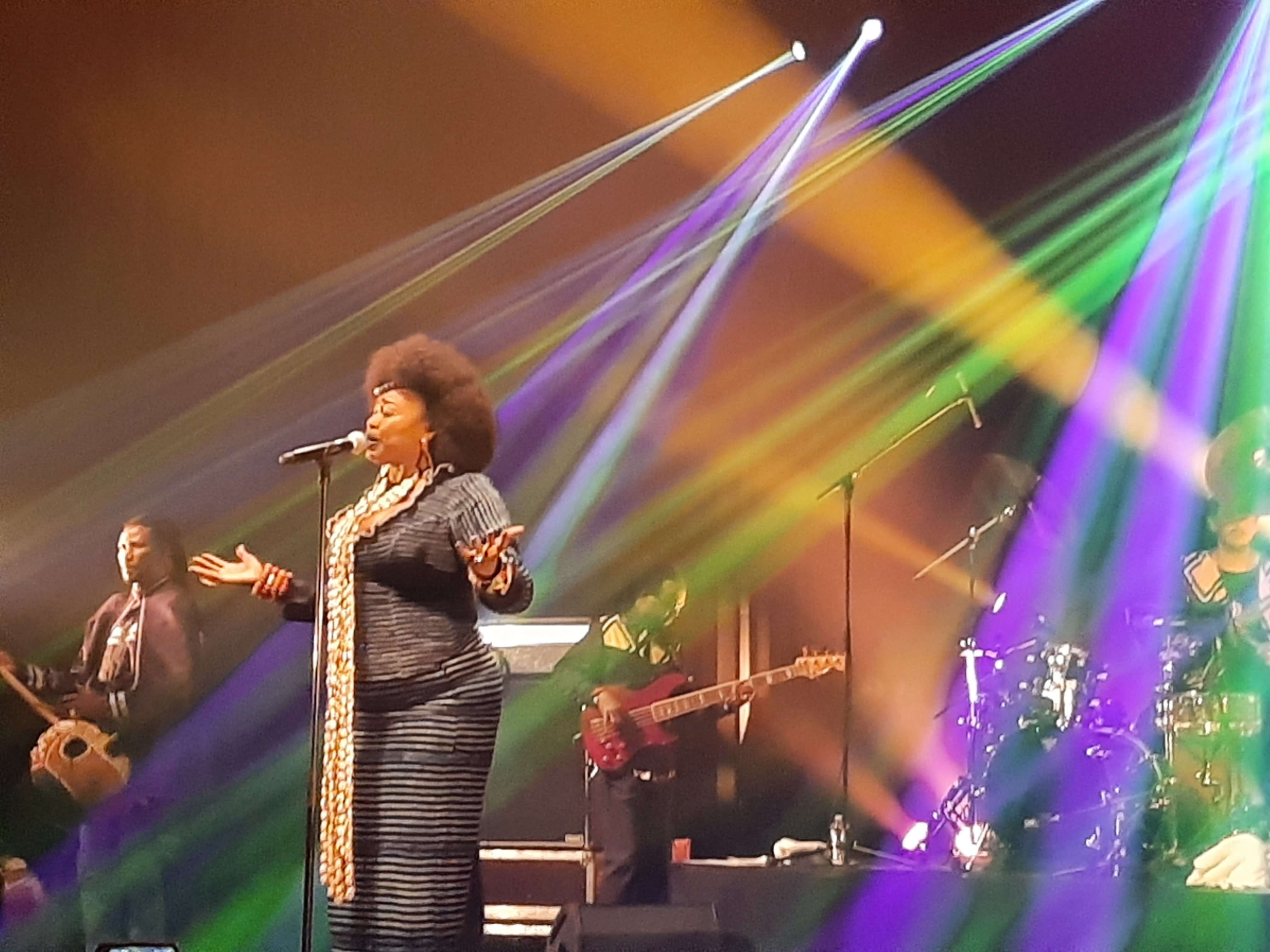
Oumou Sangaré en 2022 à La Belle Électrique

## Association MixLab

### Présentation
L'association MixLab s'est créée en 2007 avec l'objectif d'être choisie par la Ville de Grenoble pour la création d'une nouvelle salle de concert. Sa candidature a été retenue en 2009 elle encadre les activités de La Belle Électrique jusqu'en juillet 2020,. L'association est basée au 12 esplanade Andry-Farcy à Grenoble. Elle est spécialisée dans le secteur d'activité des arts du spectacle vivant et regroupe une vingtaine de salariés. Il est également possible d'être bénévole afin de participer aux activités de l'association qui compte environ 60 bénévoles.
En avril 2019, l'association voit son projet de reprise des locaux de la Clé de sol validé par la municipalité. Situé boulevard Gambetta, ce local devient le laboratoire de La Belle Électrique et ses studios d'enregistrements pourront lui permettre d'être labellisée scène de musiques actuelles.

### Objectifs
Leur projet est de valoriser les musiques amplifiées et leur assemblage avec les arts contemporains, visuels ou encore numériques. Ils souhaitent également privilégier le côté convivial de la salle grâce à son agencement unique. En effet, son architecture favorise la proximité entre les artistes, le public, et l'équipe technique. Un autre volet de leur projet est destiné à la mise en avant de la diversité des expressions et des identités culturelles. C'est en s'adressant à toutes les générations et au public le plus large possible qu'il veulent inviter à la découverte et à la curiosité de tous.

## Festival Jour & Nuit
Le festival Jour & Nuit est un festival de musique organisé par La Belle Électrique se déroulant sur trois jours et deux nuits. Il se passe toujours au début du mois de septembre et proposait sa septième édition en septembre 2018. Pour l'édition 2018, la salle de concert était accessible et ouverte à tous de manière presque continue sur toute la durée du festival. Les organisateurs ont mis en place trois scènes pour accueillir des genres de musique variés tels que la house, l’électro, la funk, la pop, ou encore le garage rock. Tous les événements sont gratuits hormis les soirées du vendredi et samedi soir à partir de minuit.
Durant le festival, d'autres activités sociales et culturelles sont prévues.

## Accès
La salle est desservie par la ligne A de tramway et la ligne de bus C5.